# Bernhard Reitshammer
Bernhard Reitshammer (* 17. Juni 1994) ist ein österreichischer Schwimmer. Bei den Kurzbahneuropameisterschaften 2021 holte er die Bronzemedaille über 100 Meter Lagen und 2023 gewann er in dieser Disziplin die Goldmedaille.

## Leben
Bernhard Reitshammer stammt aus Absam in Tirol.
2016 übersiedelte er von Innsbruck nach Oberösterreich, wo er beim ASV Linz trainiert.

### Olympische Sommerspiele 2020
Bei seinem Olympiadebüt bei den aufgrund der COVID-19-Pandemie auf 2021 verschobenen Olympischen Spielen 2020 in Tokio im Juli 2021 nahm er für Österreich an den Bewerben über 100 Meter Rücken, 100 Meter Brust und 200 Meter Lagen teil.
Im November 2021 errang er bei der Kurzbahneuropameisterschaften 2021 in Kasan hinter Marco Orsi und Andreas Vazaios die Bronze-Medaille über 100 Meter Lagen. Beim Meeting der International Swimming League (ISL) in Eindhoven im November 2021 verbesserte er den von ihm gehaltenen österreichischen Rekord über 100 Meter Brust auf 56,80 Sekunden und wurde hinter dem US-Amerikaner Nic Fink Zweiter.
Zuvor schwamm er über 50 Meter Brust in 26,10 Sekunden österreichischen Rekord.
Im Dezember 2021 belegte er bei den Kurzbahnweltmeisterschaften 2021 in Abu Dhabi Rang acht über 100 Meter Lagen und Rang sieben über 50 Meter Brust.
Bei den Schwimmweltmeisterschaften 2022 in Budapest erreichte er im Juni 2022 den vierten Platz über 50 m Brust und verbesserte seinen österreichischen Rekord um 0,17 Sekunden auf 26,94 Sekunden.
Im August 2022 kam er bei den Europameisterschaften in Rom über 50 Meter Brust auf den sechsten Platz und holte mit der Schwimmstaffel über 4 × 100 m Lagen die Bronzemedaille.
Damit sorgten Reitshammer (Rücken), Valentin Bayer (Brust), Simon Bucher (Delfin) und Heiko Gigler (Kraul) für die zweite EM-Medaille einer Staffel des Österreichischen Schwimmverbandes (OSV).
Davor eroberten Dominik Koll, Markus Rogan, David Brandl und Dinko Jukić 2008 in Eindhoven über 4 × 200 m Kraul eine EM-Staffel-Medaille.
Beim Schwimm-Weltcup in Berlin belegte Reitshammer im Oktober 2022 den vierten Platz über 50 m Brust.
Im Dezember 2022 wurde er bei den Kurzbahnweltmeisterschaften 2022 in Melbourne über 100 m Lagen Siebenter.
Für die Tiroler Sportlerwahl 2022 und 2023 wurde er als Sportler des Jahres nominiert.

### Europameister 2023
Bei den Kurzbahneuropameisterschaften 2023 in Otopeni in Rumänien gewann der 29-Jährige im Dezember 2023 die Goldmedaille über 100 Meter Lagen und er belegte über 100 Meter Brust den sechsten Platz. Bei den Weltmeisterschaften 2024 in Doha erreichte er im Februar 2024 mit der Männer-Staffel das Finale und qualifizierte sich damit für die Teilnahme an den Olympischen Spielen 2024 in Paris.
Bei den Schwimmeuropameisterschaften 2024 in Belgrad holte die OSV-Männer-Staffel mit Reitshammer, Bayer, Bucher und Gigler die Goldmedaille über 4 × 100 m Lagen. Reitshammer wurde zudem über 50 m Brust Vierter. Bei den Kurzbahnweltmeisterschaften 2024 in Budapest schwamm er am 13. Dezember 2024 im Finale über 100 Meter Lagen in 51,11 Sekunden österreichischen Rekord und gewann hinter dem Schweizer Noè Ponti Silber.
Er ist Sportler des Heeresleistungssportzentrum (HLSZ) Linz des Österreichischen Bundesheers.

## Auszeichnungen und Nominierungen
- 2022 und 2023: Nominierung für die Tiroler Sportlerwahl als Sportler des Jahres[15][16]
- 2023: Tiroler Sportehrennadel in Gold mit Brillant[24]